# Michael Manniche
Michael Manniche (født 17. juli 1959) er en tidligere dansk fodboldspiller, der repræsenterede de danske klubber Brønshøj BK, Hvidovre IF, B 1903 og FC København.
Han spillede også fire sæsoner i SL Benfica i Portugal, hvor han blev en legende og klubbens topscorer i sæsonerne 1984-85 og 1985-86.
Michael Manniche vandt to Danmarksmesterskab i fodbold, i 1981 med Hvidovre IF og i 1993 med FC København. Endvidere vandt han det portugisiske mesterskab to gange, i sæsonerne 1983/84 og 1986/87.
Michael Manniche optrådte 11 gange for Danmarks fodboldlandshold og scorede to mål. Han repræsenterede Hvidovre IF i 77 kampe og Benfica i 132 kampe. Debuten kom mod Finland i 1981, og hans sidste kamp var mod Rumænien i 1987.
Michael Manniche har desuden spillet tre U-21- og fire Ligalandsholdskampe.
Den portugisiske landsholdsspiller Maniche er opkaldt efter ham.

## Klubber
- 1977-1980: Brønshøj BK
- 1980-1983: Hvidovre IF
- 1983-1987: SL Benfica
- 1987-1992: B 1903
- 1992-1996: FC København